# Marquesado de Villatoya
El marquesado de Villatoya es un título nobiliario español de carácter hereditario que fue concedido  por el rey Carlos II en favor de Juan Pacheco de Henestrosa y Duque de Estrada el 18 de febrero de 1686.
Su denominación hace referencia al municipio de Villatoya en la provincia de Albacete.

## Historia de los marqueses de Villatoya
- Juan Pacheco de Henestrosa Duque de Estrada, I marqués de Villatoya, regidor de Guadalajara, señor de Villatoya y de Silanco.

Le sucedió su sobrino, hijo de su hermana.

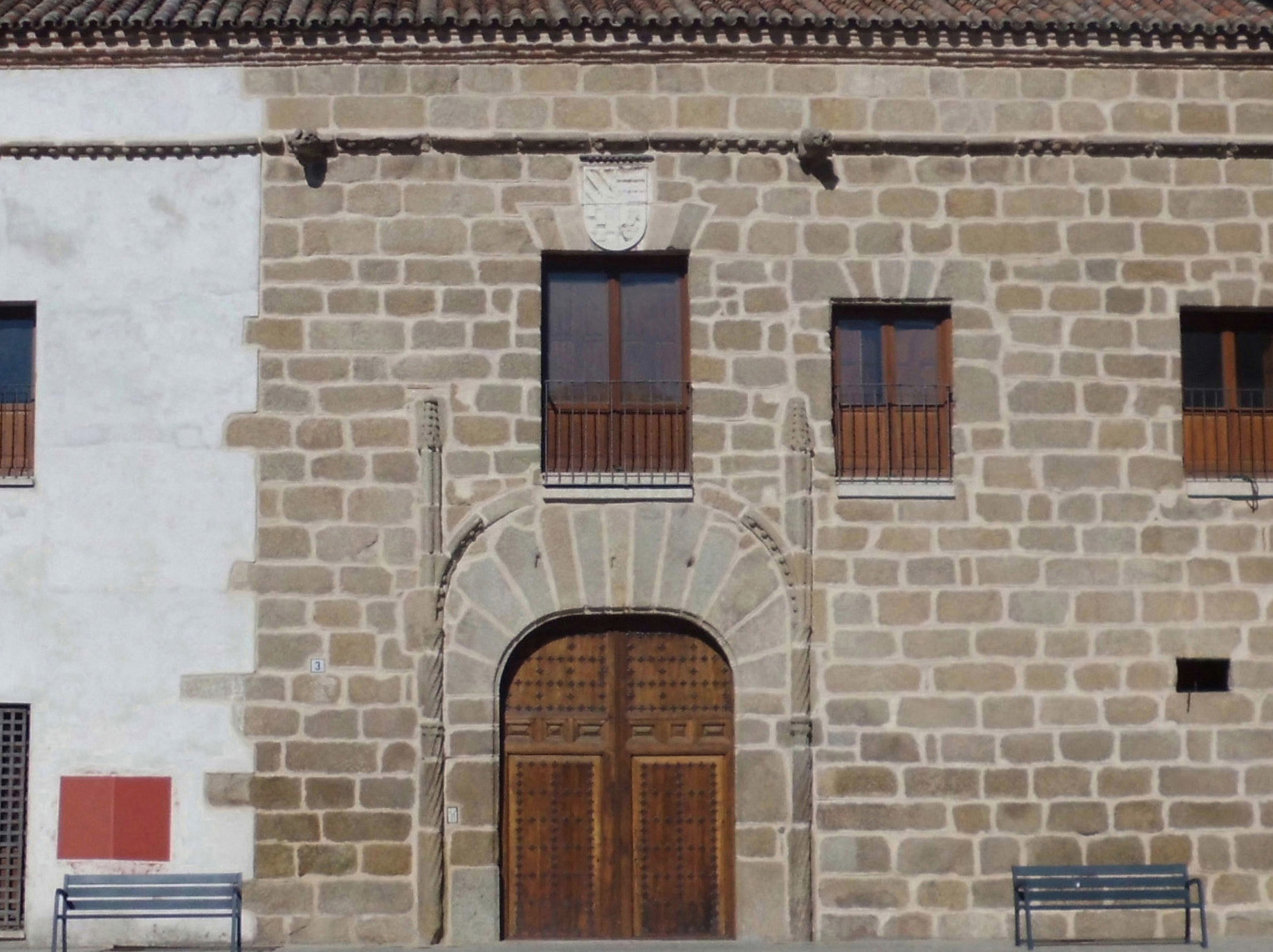
Palacio de los Marqueses de Villatoya en Talavera de la Reina

- Luis Francisco Ramírez de  Arellano y Pacheco (Madrid, septiembre de 1672-ibídem, 1 de octubre de 1739), II marqués de Villatoya,[2] señor de las villas de Silanco y Turriblas, regidor perpetuo de Guadalajara y de Talavera de la Reina.  Testo el 26 de diciembre de 1724.[3] Era hijo de Alonso Ramírez de Arellano y Meneses, caballero de la Orden de Santiago, y de Mariana Pacheco y Duque de Estrada, hermana del primer marqués de Villatoya[2] Contrajo un primer matrimonio el 22 de septiembre de 1697 en Madrid con Ana Josefa de Brizuela (n. Madrid, 19 de julio de 1677), hija de Manuel de Brizuela y Velasco, I conde de Fuenrubia (m. Madrid, 19 de agosto de 1691) y de Juana Francisca Ossorio Guadalfajara y Revenga (m. Madrid, 16 de septiembre e 1709).[3] Después de enviudar, se casó en segundas nupcias con Margarita de la Beldad Pacheco con quien tuvo tres hijas.[3]

Le sucedió su hijo.
- Alonso Ramírez de Arellano  y Brizuela, III marqués de Villatoya, señor de las villas de Silanco y de Turriblas y de la fortaleza de Iznalloz, vecino y regidor perpetuo de Talavera de la Reina.  Se casó en primeras nupcias el 13 de enero de 1704 con María Gertrudis  Duque de Estrada (baut. en Llanes el 26 de octubre de 1711-8 e julio de 1754).  Contrajo un segundo matrimonio en Madrid el 19 de diciembre de 1754 con Juana Josefa del Hierro y Ruiz de Ribera, hija de Juan Sebastián del Hierro y Blasco de Aragón, hijo del conde del Pinar,  y de Isabel Ruiz de Ribera y Pimentel.[3]

Le sucedió su hijo del segundo matrimonio.
- Rafael María Simón de Rojas Ramírez de Arellano y del Hierro (n. Talavera de la Reina, 21 de febrero de 1767), IV marqués de Villatoya.  Se casó en Madrid el 26 de noviembre de 1786 con María del Pilar Tovar y Güemes, hija de Francisco Hilario de Tovar y de Juana Güemes de Padilla, condes de Cancelada.[3]

Le sucedió su hija.
- Juana Josefa Ramírez de Arellano y Tovar (n. Madrid, 18 de julio de 1789), V  marquesa de Villatoya , casada en Madrid el 19 de mayo de 1813 con  Francisco Javier Castillo y Navia Osorio, III marqués de Jura Real.[3]

Le sucedió su hijo.
- Joaquín María Castillo Ramírez de Arellano (Madrid, 22 de agosto de 1866-20 de diciembre de 1884), VI marqués de Villatoya  y IV  marqués de Jura Real, senador y caballero de la Orden de Montesa. Se casó en primeras nupcias en 1863 con Carlota Ciscar y Castillo y en segundas nupcias con Antonia Rodríguez de Valcárcel. Sin descendencia.[4]

Le sucedió su sobrina, hija de su hermano Francisco Javier y de Francisca de la Torre.
- María del Pilar del Castillo y de la Torre Ramírez de Arellano y Ortiz (1866-Madrid, 26 de septiembre de 1958),[6] VII marquesa de Villatoya desde el 1 de enero de 1886.[7] Se casó  el 16 de junio de 1897 con Andrés de Covarrubias y Launa (m. 28 de junio de 1933).[8]

Le sucedió su hijo.
- Andrés Covarrubias y Castillo (2 de agosto de 1965), VIII marqués de Villatoya. Se casó el 2 de febrero de 1931  con Julia Maura y Herrera[9] (Madrid, 5 de abril de 1910-13 de mayo de 1971), novelista y dramaturga,  hija de Gabriel Maura y Gamazo, I duque de Maura, y de Julia de Herrera  y Herrera, condesa de la Mortera.[10]

Le sucedió su hijo.
- Gabriel Covarrubias Maura (m. Madrid, 30 de noviembre de 2018), IX marqués de VIllatoya,[11] letrado mayor del Ministerio de Justicia, abogado del Estado, Cruz de Honor de San Raimundo de Peñafort, casado en Madrid el 21 de septiembre de 1960 Virgina Marín-Llopis.[12] Sin descendencia.

Le sucedió su hermana.
- María Elena Covarrubias Maura, X marquesa de Villatoya.[13]